# Cololejeunea winkleri
Cololejeunea winkleri là một loài Rêu trong họ Lejeuneaceae. Loài này được (M. I. Morales Z. & A. Lücking) Pocs mô tả khoa học đầu tiên năm 2009.